# 迈克·约翰斯
迈克尔·欧文·约翰斯（Michael Owen Johanns，1950年6月18日—），美国政治家，美国共和党成员，曾任内布拉斯加州州长（1999年-2005年）、美国农业部长（2005年-2007年）。
| 前任： 安·维尼曼 | 美国农业部长 2005年-2007年     | 繼任： 埃德·谢弗   |
| 前任： 本·纳尔逊 | 内布拉斯加州州长 1999年-2005年 | 繼任： 戴夫·海涅曼 |